# Live at Donington 1990
Live at Donington 1990 es un álbum en vivo de la banda inglesa de hard rock, Whitesnake. Dicho concierto fue grabado en el castillo de Donington, North West Leicestershire, el 18 de agosto de 1990 durante el Monsters of Rock festival. Fue lanzado el 20 de mayo de 2011 en Japón. En Europa salió el 3 de junio y en América el 7 de junio del mismo año.
El álbum está disponible en una versión de 2 CD, en DVD, una versión digipack 2CD/DVD y en versión digital.

## Lista de canciones

### CD1
| N.º | Título                                                    | Escritor(es)                       | Duración |  |
| 1.  | «Slip of the Tongue»                                      | David Coverdale, Adrian Vandenberg |          |  |
| 2.  | «Slide It In»                                             | Coverdale                          |          |  |
| 3.  | «Judgement Day»                                           | Coverdale, Vandenberg              |          |  |
| 4.  | «Slow An' Easy»                                           | Coverdale, Micky Moody             |          |  |
| 5.  | «Kittens Got Claws»                                       | Coverdale, Vandenberg              |          |  |
| 6.  | «Adagio for Strato»                                       | Vandenberg                         |          |  |
| 7.  | «Flying Dutchman Boogie»                                  | Vandenberg                         |          |  |
| 8.  | «Is This Love»                                            | Coverdale, John Sykes              |          |  |
| 9.  | «Cheap An' Nasty»                                         | Coverdale, Vandenberg              |          |  |
| 10. | «Crying in the Rain» (featuring Tommy Aldridge drum solo) | Coverdale                          |          |  |

### CD2
| N.º | Título                                                                     | Escritor(es)                     | Duración |  |
| 1.  | «Fool for Your Loving»                                                     | Coverdale, Bernie Marsden, Moody |          |  |
| 2.  | «For the Love of God» (from the Steve Vai album Passion and Warfare)       | Steve Vai                        |          |  |
| 3.  | «The Audience Is Listening» (from the Steve Vai album Passion and Warfare) | Vai                              |          |  |
| 4.  | «Here I Go Again»                                                          | Coverdale, Marsden               |          |  |
| 5.  | «Bad Boys»                                                                 | Coverdale, Sykes                 |          |  |
| 6.  | «Ain't No Love in the Heart of the City»                                   | Michael Price, Dan Walsh         |          |  |
| 7.  | «Still of the Night»                                                       | Coverdale, Sykes                 |          |  |

### DVD
| N.º | Título                                                         | Duración |  |
| 1.  | «Slip of the Tongue»                                           |          |  |
| 2.  | «Slide It In»                                                  |          |  |
| 3.  | «Judgement Day»                                                |          |  |
| 4.  | «Slow An Easy»                                                 |          |  |
| 5.  | «Kittens Got Claws»                                            |          |  |
| 6.  | «Adagio for Stato»                                             |          |  |
| 7.  | «Flying Dutchman Boogie»                                       |          |  |
| 8.  | «Is This Love»                                                 |          |  |
| 9.  | «Cheap An Nasty»                                               |          |  |
| 10. | «Crying In The Rain» (featuring Tommy Aldridge drum solo)      |          |  |
| 11. | «Fool for Your Loving»                                         |          |  |
| 12. | «For the Love of God»                                          |          |  |
| 13. | «The Audience Is Listening»                                    |          |  |
| 14. | «Here I Go Again»                                              |          |  |
| 15. | «Bad Boys»                                                     |          |  |
| 16. | «Ain't No Love In The Heart Of The City»                       |          |  |
| 17. | «Still of the Night»                                           |          |  |
| 18. | «The Making of Slip of the Tongue; Slide Show» (Bonus content) |          |  |

## Personal
- David Coverdale – Voces
- Steve Vai – Guitarra
- Adrian Vandenberg – Guitarra
- Rudy Sarzo – Bajo
- Tommy Aldridge – Batería

- Datos: Q3278106